# Alexandre-Antonin Taché

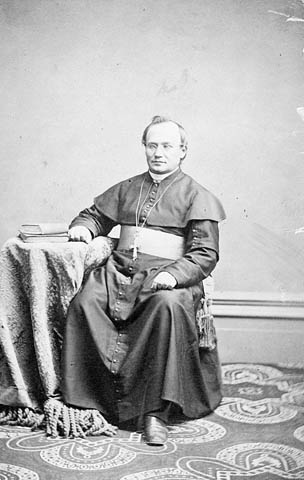
Alexandre-Antonin Taché

Alexandre-Antonin Taché OMI (* 23. Juli 1823 in Rivière-du-Loup, Niederkanada; † 22. Juni 1894 in Saint-Boniface, Manitoba) war ein kanadischer Missionar und der erste römisch-katholische Erzbischof von Saint-Boniface in der Provinz Manitoba.

## Biografie
Taché war das drittälteste von fünf Kindern, zu seinen Vorfahren gehörte der französische Entdecker Louis Joliet. Als der Vater im Januar 1826 starb, zog die Familie nach Boucherville, rund 20 Kilometer nordöstlich von Montreal. Nach dem Studium in den Seminaren der Sulpizianer in Saint-Hyacinthe und Montréal trat Taché 1844 in Longueuil der Ordensgemeinschaft der Oblaten bei. Er äußerte bald den Wunsch, bei den Ureinwohnern im Westen zu predigen und wurde nach Saint-Boniface in der Red-River-Kolonie entsandt.
Dort kam Taché im Herbst 1845 an und erhielt von Bischof Joseph-Norbert Provencher am 12. Oktober die Priesterweihe. Er erlernte die Grundlagen der Ojibwe-Sprache und erhielt den Auftrag, in Île-à-la-Crosse (heute im Norden Saskatchewans gelegen) eine Missionsstation zu gründen. Später erlernte er auch Cree und Athapaskisch. 1847 kam er nach Fort Chipewyan. Hier entstand im gleichen Jahr aus dem Apostolischen Vikariat Nordwest das Bistum Saint-Boniface. Papst Pius IX. ernannte ihn am 14. Juni 1850 zum Titularbischof von Arathia und zum Koadjutor des Bischofs von Saint-Boniface, Joseph Norbert Provencher; er selbst erfuhr erst ein halbes Jahr später von der Ernennung.
Am 23. November 1851 folgte in Marseille die Bischofsweihe durch Eugen von Mazenod, den Gründer des Ordens und Bischof von Marseille. Im Juni 1852 war Taché wieder in Saint-Boniface. Mit Provenchers Tod am 7. Juni 1853 übernahm er das Bistum Saint-Boniface. 1869 nahm er in Rom am ersten Vatikanischen Konzil teil. Im Januar 1870 kehrte er auf Wunsch der kanadischen Regierung zurück, um nach der Red-River-Rebellion, in der Louis Riel (einer seiner früheren Schüler) eine führende Rolle spielte, Frieden zu stiften. Im September 1871 wurde das Bistum Saint-Boniface zum Erzbistum erhoben.
Taché starb 1894 im Alter von 70 Jahren, nach ihm benannt sind der Ort Taché in der Provinz Manitoba und die Avenue Taché in Winnipeg.
Die kanadische Bundesregierung ehrte ihn am 20. Mai 1943 für sein Wirken und erklärte ihn zu einer „Person von nationaler historischer Bedeutung“.